# Остров Уолдена
Остров Уолдена (норв. Waldenøya) — остров, расположенный в Баренцевом море. Маленький, скалистый остров в Группе семи островов, расположенной в архипелаге Шпицберген, к северу от Северо-Восточной Земли.
Остров назван в честь Джона Уолдена (англ. John Walden), служившего мичманом на корабле Константина Джона Фиппса в 1773 году во время экспедиции. Уолден вместе с двумя лоцманами посетили остров 5 августа того же года.